# Dangerholic
『Dangerholic』（デンジャーホリック）は、Snow Manの9枚目のシングル。2023年9月6日にMENT RECORDINGからリリースされた。

## 概要
初回盤A（CD+DVD）・初回盤B（CD+DVD）・通常盤（CDのみ）の3形態で発売。初回盤A・Bともに付属しているスリーブケースには様々な花が印刷されているが、これは「危険な香りがする人たち」というイメージを表現するためメンバーが話し合い、それぞれが1種類ずつ選んでいる。
“#九人究極の九枚目”と銘打たれた本作の表題曲「Dangerholic」は、メンバーの目黒蓮が主演を務めるTBS系列金曜ドラマ『トリリオンゲーム』の主題歌で、ドラマのために書き下ろされた楽曲。リズミカルな低音ギター、目黒の威勢のいい掛け声と〈Hey, do you want everything?〉という挑発的なセリフから始まる、弾けるようなホーン隊の音色から始まるパーティーロックチューンであり、サビまではメンバーがワンフレーズずつ歌い継ぐスタイルとなっている。歌詞には〈掴み取るまで終わらないGame〉〈駆け上がって見下ろすTop of the world〉などドラマのストーリーとの相関関係を感じさせるワードが満載に組み込まれており、スリルや逆境を楽しみながら人生というゲームを進め、1兆ドル（トリリオンダラー）の獲得を目指す破天荒な男の姿を描くドラマの雰囲気にもピッタリな楽曲に仕上がっている。ドラマのプロデューサーである松本明子も「ワガママで、ちょっとワルくて、最高にカッコいい曲」と評価しており、ジャケットやビジュアル写真もタイトル通りDangerな、カラフルなスーツや柄の入ったシャツを纏ったメンバーが挑発的でクールな表情を見せるSnow Man史上一番派手な仕上がりとなった。
楽曲は2023年7月1日の日本テレビ系列の音楽特番『THE MUSIC DAY 2023』でテレビ初披露され、カラフルなジャケット衣装を着たメンバーが楽しげに肩を揺らす“スノホリダンス”や、途中で目黒が「ハハハッ」と笑い声を入れるパフォーマンスに、SNSでは「新曲全員イケ散らかしてる」「常に最高を更新してくる！」とファンのコメントが相次いだ。サビ付近ではセンターが目黒からラウールに引き継がれるフォーメーションになっており、目黒がきっかけで生まれたグループの新たな勝負作をラウールがダンスで援護するという構図もポイントになっている。振付はダンサーとしても活動するKANATAが担当。実は宮館とは小学校のころに一緒にダンスのレッスンを受けていたことがあり、振付師とアーティストとして久々に再会したことに感銘を受けたとコメントしている。MVは7月28日の『トリリオンゲーム』第3話放送終了後の午後11時にグループのオフィシャルYouTubeチャンネルにてプレミア公開された。ディレクターを務めたのは「JUICY」のMVも手掛けたアマゾニスト"NINO"で、「楽しむって勝ちでしょ」をキャッチコピーに、チームPOWER（岩本・渡辺・目黒・佐久間）とチームBRAIN（深澤・ラウール・向井・阿部・宮舘）に分かれたメンバーがボードゲームを楽しみながらクリアしていくというストーリー仕立ての作品となっている。MV公開に先駆けて公開されたトレイラー動画では、メンバー1人1人にそれぞれつけられたキャッチフレーズがコミックテイストの加工とともに流れ、「最強で最長の最年少（ラウール）」「ネタバレを許さない男（佐久間大介）」など、誰のことを指しているか的確にわかるオタクみあふれるフレーズに、ファンからは「最高」「天才」と称賛の声があがった。グループの公式TikTokでは、8月8日から10日にかけて、「#楽しむって勝ちでしょ」というハッシュタグとともにビジネスマンに扮したメンバーが3人1組でスノホリダンスを披露する「ビジネスマンのSnowMan×スノホリダンス」シリーズが投稿された。8月16日には公式YouTubeで「Dangerholic」のダンスプラクティス動画が公開された。
初回盤Bと通常盤に収録されている「DA BOMB」（読み：ダボム）は2023年4月に上演された『滝沢歌舞伎ZERO FINAL』で披露された楽曲。「すごい、素晴らしい」といったスラングで、MENT RECORDING公式Xでは「DA BOMB（最高にイケてる）」と表現されていた。8月23日に公式YouTubeで公開されたMVは、9人それぞれのシチュエーションでのソロパートと全員集合のパートで構成されており、9人が異なるコンセプトのアート空間にいるようで、実は結びついた一つの街に存在しているといった世界観で作られている。振付はYOSHIEが担当した。個人のパートではいつもはラップを担当することが多い佐久間が歌パートを担当していたり、品行方正なイメージの阿部がやんちゃなサングラスを着用して登場していたりと、個性とギャップを感じる仕上がりとなっている。MVは9月1日正午時点で約611万回再生を記録した。
他に初回盤A・通常盤には「ANY & EVERY」、通常盤には「ベストフレンド」が収録される。
発売日当日には公式YouTubeで「【Dangerholic発売記念!!】ビビリは誰...ちょうど食べましょう！」という9人全員での動画を公開し、9月10日には文化放送でラジオ特別番組『不二家 presents Snow Manのもっと素のまんま』が放送されるなど、7月頭からおよそ2か月をかけて様々なプロモーションが行われた。

## 特典
初回盤A、初回盤B、通常盤初回仕様にはスリーブ仕様に加え、形態別全3種類の特典動画が視聴できるシリアルナンバーを封入（通常盤初回仕様にはフォトブックも付属）。 
- CD購入者特典[33]
  - 初回盤A：名刺カード9枚セット
  - 初回盤B：スノホリクリアファイル（A5サイズ）
  - 通常盤：KEEP OUTマスキングテープ
- 特典動画（視聴期間：2023年9月5日12時 - 2024年3月5日12時）[34]
  - 初回盤A：即興芝居で成功を掴め！生き残りポーカー！ 〜本編に入りきらなくてごめんなさい編〜
  - 初回盤B：「Dangerholic」Rec ver.
  - 通常盤初回仕様：「Dangerholic」1st DOME tour 2023 i DO ME ver.

## 収録内容
クレジット出典

### CD

#### 初回盤A
1. Dangerholic [3:52]
作詞・作曲・編曲：Nobuhiro Tahara
  - 目黒蓮主演 TBS系列金曜ドラマ『トリリオンゲーム』主題歌
2. ANY & EVERY [3:43]
作詞：Seiji Takagi / 作曲：oni、Seiji Takagi / 編曲：oni
  - 不二家「不二家 ルック・ショコラティエ ア・ラ・モード」篇、「不二家 ルック・ショコラティエ ミルクパレード&ホワイトラバーズ」篇、「不二家洋菓子店 新しい不二家」篇[36]、「不二家洋菓子店 新しいおいしさ」篇 CMソング[37]

「エニーアンドエブリ」と読む[11]。恋人との何気ない日常の幸せを歌ったエレクトロポップチューンで[33]、シティポップ風味のラブソング[17]。

#### 初回盤B
1. Dangerholic
2. DA BOMB [3:35]
作詞：KOMU / 作曲：Karrinator、Daniel Kim、Jeremy G / 編曲：Karrinator
Snow Manが主演・演出を務めた舞台『滝沢歌舞伎ZERO FINAL』で披露されたオリエンタルテイストのHIP HOPナンバー[13]。「ダボム」と読む[11]。

#### 通常盤
1. Dangerholic
2. ANY & EVERY
3. DA BOMB
4. ベストフレンド [4:11]
作詞：SHOW / 作曲・編曲：Mitsu.J
ミディアムナンバーで、環境が変わったためなかなか会えなくなってしまった旧友への感謝を綴った懐かしさもある青春ソング[33][38]。
インスタントカメラで撮影した写真風のフレームの中で表情豊かに自由に口ずさむメンバー、そしてそこに手書きのような文字が添えられるリリックビデオが8月30日に公開された[25]。
5. Dangerholic（Instrumental）
6. ANY & EVERY（Instrumental）
7. DA BOMB（Instrumental）
8. ベストフレンド（Instrumental）

### DVD

#### 初回盤A
1. 「Dangerholic」Music Video
2. Behind The Scenes

#### 初回盤B
1. 「Dangerholic」マルチアングル映像
2. 「DA BOMB」Music Video
3. 即興芝居で成功を掴め！生き残りポーカー！〜ビジネス編〜

## チャート成績
初週86.9万枚を売り上げ、2023年9月18日付のオリコン週間シングルランキングで初登場1位を獲得。男性アーティスト史上初となる通算6作目の初週売上80万枚超えと、同じく男性アーティスト史上初となる8作連続初週売上50万枚超えも達成した。また、週間合算シングルランキングでも週間87.7万PTを記録し、オリコン史上初となる通算6作目の「合算シングル週間80万PT超え」と、男性アーティスト史上初となる通算8作目の「合算シングル週間50万PT超え」も達成した。
Billboard JAPANでは『KISSIN'MY LIPS/Stories』、『タペストリー/W』に次ぐ893,666枚を売り上げ、“Top Singles Sales”で首位を獲得。“JAPAN Hot 100”ではCDセールス1位の他にラジオ1位と動画再生2位を記録し、21週で首位をキープしてきたYOASOBIの「アイドル」の記録を止め、総合首位を獲得した。